# عليآباد (مقاطعة ديواندرة)
عليآباد (بالفارسية: علی‌آباد) هي قرية تقع في قسم تشهل تششمه الريفي (مقاطعة ديواندرة) في إيران. يقدر عدد سكانها بـ 404 نسمة .